# Dunggir-Nationalpark
Der Dunggir-Nationalpark ist ein Nationalpark im Nordosten des australischen Bundesstaates New South Wales, 382 km nördlich von Sydney, 84 km nördlich von Port Macquarie und rund 60 km südwestlich von Coffs Harbour.
Der Nationalpark liegt östlich des New-England-Nationalparks. Die Landschaft weist hohe, mit Eukalyptuswald bewachsene Berggrate auf und enge, geschützte Bachtäler mit Flecken von subtropischem Regenwald.
In den Wäldern leben Koalas, von denen der Park seinen Namen erhielt. In der Sprache der örtlichen Aborigines, der Gumbaynggir, bedeutet 'Dunggir' Koala. Daneben gibt es noch Gelbbauch-Gleitbeutler und Powerful Owls (Eulenart).